# Иван Санчес
Иван Санчес (на испански: Iván Sánchez) е испански модел и актьор.

## Кариера
През 2002 г. след като спира с изявите си като модел, Санчес се ориентира към актьорството. Първата му голяма роля е, тази на Родриго Леал, в телевизионния сериал El auténtico Rodrigo Leal от 2005 г. След това участва в реалити формати като Big Brother. Големият му пробив идва през 2006 г. с ролята на д-р Раул Лара в сериала Hospital Central. През 2011 г. Иван Санчес напуска сериала и се включва в актьорския състав на теленовелата La Reina del Sur, както и във втория сезон на Легендата за Испания.
През 2013 г. участва като главен отрицателен герой в теленовелата Бурята. Това е първата мексиканска теленовела, в която участва. През 2015 г. участва в сериала Госпожица Полвора и теленовелата Непростимо, като главен герой. Най-новата новела, в която взема главна роля е Яго от 2016 г.

## Личен живот
Иван Санчес има две дъщери, Химена (родена 2006 г.) и Оливия (родена 2010 г.), от приятелката си Елия Галера, с която имат оношения от 2005 г. до края на 2015 с неколокократни раздели. От началото на 2016 г. Санчес има връзка с колежката си Ана Бренда Контрерас.

## Филмография

### Телевизия
- Със същия поглед (2025) – Октавио Идалго
- Жената на живота ми (2024) – Рикардо Орибе / Пабло Силва
- Босе (2022) – Мигел Босе
- Малки съвпадения (2020) – Алекс
- Не можеш да се скриеш (2019) – Александър Молина
- Кралицата на Юга (2018) – Сантяго Лопес Фистера
- Яго (2016) – Яго Вила / Омар Гереро
- Непростимо (2015) – Мартин Сан Телмо
- Госпожица Полвора (2015) – Мигел Галиндо / М8
- Crossing Lines (2014) – Матео Крус
- Бурята (2013) – Ернан Салданя
- Imperium (2012) – Фабио
- Легендата за Испания (2011-2012) – Фабио
- La reina del sur (2011) – Сантяго Лопес Фистера
- Hospital Central (2006-2011) – д-р Раул Лара
- ¿Donde estas corazon? (2009) – себе си
- Dímelo al oido (2006)
- Con dos tacones (2006) – Едуардо
- Bailando por un sueño, Colombia (2006)
- Corazón (2005-2006) – себе си
- El auténtico Rodrigo Leal (2005) – Родриго Леал
- Pasapalabra (2004)
- De moda (2004)
- La sopa boba (2004) – Хавиер
- Un paso adelante (2003)
- Щурите съседи (2003) – Фран
- El comisario (2003) – Дани
- 7 vidas (2003) – Раул Хименес
- El pantano (2003) – Сервитьор
- Javier ya no vive solo (2002-2003)
- London Street (2003) – Доктор
- Periodistas (2002)

## Кино
- Backseat Fighter (2016) – Марк
- Paraiso perdido (2016) – Матео
- A la mala (2015)
- Way Out (2012) – Джон
- Edificio Ural (2011) – Хорхе
- Ciclope (2009) – Ерик
- Paco (2009) – Пако
- Enloquecidas (2008) – Давид
- El efecto Rubik, y el poder del color rojo (2006)
- Besos de gato (2003) – Сервитьор

## Театър
- Nunca es tarde para aprender frances (2015)

## Награди и номинации
Награди TVyNovelas
| Година | Категория                                | Теленовела | Резултат  |
| ------ | ---------------------------------------- | ---------- | --------- |
| 2017   | Най-добър актьор в главна роля за сериал | Яго        | Номиниран |
| 2014   | Най-добър актьор в отрицателна роля      | Бурята     | Номиниран |